# Теорема Бора — ван Лёвен
Теорема Бора — ван Лёвен, доказанная Нильсом Бором в 1911 году и независимо от него Хендрикой ван Леувен (в русскоязычной литературе более известной как ван Лёвен) в 1919 году, гласит:

В состоянии термодинамического равновесия система электрически заряженных частиц (электронов, атомных ядер и т. п.), помещённая в постоянное магнитное поле, не могла бы обладать магнитным моментом, если бы она строго подчинялась законам классической физики.

Согласно этой теореме, вещество в классической физике может быть намагничено только в термодинамически неравновесном состоянии: при его переходе в состояние равновесия, намагничивание исчезает.

## История
Эта теорема была сформулирована Н. Бором в 1911 году в его диссертации. В 1919 г. доказательство этой теоремы было независимо представлено в диссертации Х. ван Леувен — бывшей студентки Г. А. Лоренца, с которым они обсуждали эту проблему. Это доказательство было ею опубликовано в 1921 году. В 1932 году Дж. Х. ван Флек обобщил и формализовал первоначальную боровскую формулировку этой теоремы в своей монографии.

## Доказательство
Грубое объяснение полученного Бором и ван Леувен результата заключается в том, что магнитное поле не может производить работу над частицей. Конкретнее доказательство строится на преобразовании сдвига импульса всех заряженных частиц на величину {\displaystyle {\frac {q}{c}}{\vec {A}}} (где {\displaystyle q} — заряд частицы, {\displaystyle {\vec {A}}} — векторный потенциал поля, {\displaystyle c} — скорость света). Поскольку в классический гамильтониан, описывающий динамику системы, импульс входит только в комбинации {\displaystyle {\vec {p}}-{\frac {q}{c}}{\vec {A}}}, то при такой замене статистическая сумма не изменяется, то есть она не зависит от наличия магнитного поля. Отсюда следует, что магнитный момент системы также не зависит от наличия магнитного поля и потому всегда равен нулю, как и в отсутствие поля.
Более общее следствие независимости классической статистической суммы от наличия магнитного поля, сформулированное в статье Х. ван Леувен, состоит в том, что магнитное поле не влияет на термодинамические функции системы заряженных частиц, не обладающих собственным магнитным моментом и строго подчиняющихся законам классической физики (это утверждение часто также называют теоремой Бора — ван Лёвен).

## Роль теоремы
Данная теорема сыграла важную роль в понимании природы магнетизма естественных магнетиков. В частности, она указала на то, что для объяснения этой природы необходимо привлечение новых представлений о строении вещества, которые в дальнейшем стали основой для развития квантовой физики.